# Vlasta Děkanová
Vlasta Děkanová (Praga, Checoslovaquia, 5 de septiembre de 1909-ibidem, 16 de octubre de 1974) fue una gimnasta artística checoslovaca, cuatro veces campeona del mundo, entre los mundiales de Budapest 1934 y Praga 1938.

## Carrera deportiva
En el Campeonato Mundial celebrado en Budapest en 1934 logra el oro por equipos —quedando las checoslovacas por delante de las húngaras y las polacas— y también oro en la genera individual, por delante de la húngara Margit Kalocsai y la polaca Janina Skyrlinska.
Dos años después, en las Olimpiadas de Berlín 1936 gana la plata por equipos, tras las alemanas y por delante de las húngaras, y siendo sus compañeras de equipo: Jaroslava Bajerová, Božena Dobešová, Vlasta Foltová, Anna Hřebřinová, Matylda Pálfyová, Zdeňka Veřmiřovská y Marie Větrovská.
Y por último, otros dos años más tarde, en el Mundial celebrado en Praga en 1938 logró el oro en la competición general individual —por delante de sus compatriotas las checoslovacas Zdenka Vjerzimirsková y Matulda Palfyeva—, y también oro en el concurso por equipos, por delante de Yugoslavia y Polonia.